# Trogus pennator
Trogus pennator är en stekelart som först beskrevs av Fabricius 1793.  Trogus pennator ingår i släktet Trogus och familjen brokparasitsteklar. Inga underarter finns listade i Catalogue of Life.